# El regreso (telenovela chilena)
El regreso es una telenovela chilena producida por DDRío Televisión para Televisión Nacional de Chile. Se estrenó el 14 de octubre de 2013, y finalizó el 5 de mayo de 2014. La historia aborda temas como la maternidad, la traición y la venganza. Protagonizada por Alejandra Fosalba, Iván Álvarez de Araya y María José Illanes.

## Argumento
La telenovela, aborda la historia de Fátima (Alejandra Fosalba), una mujer que fue ama y señora indiscutida de un imperio textil en el barrio Patronato, pero a la que la vida le tenía deparado un destino fatal: al descubrir la infidelidad de su marido decide encarar y develar la traición de la que es objeto. Pero al momento de hacerlo descubre que la amante fue asesinada. Acusada injustamente de un homicidio que no cometió Fátima pasa 10 años en la cárcel alejada de su familia y clamando justicia. 
La trama arrancó cuando la protagonista alcanza su libertad y está resuelta a recuperar el tiempo perdido y a su familia. Entonces otra broma macabra del destino se desatará cuando se entere de que Victoria (María José Illanes), su mejor amiga, se quedó con Diego (Iván Álvarez de Araya), su marido, sus hijos y los bienes raíces de su familia. Su caída será brutal, pero su sed de venganza, de recuperar el amor de sus hijos, de encontrar al verdadero responsable del crimen que no cometió y de volver a ser la mujer poderosa de antaño, la hará mantenerse en pie cuando parta de cero haciendo aseo en una tienda del barrio Patronato.

## Reparto
Una lista completa del reparto confirmado se publicó a través de Televisión Nacional de Chile el 10 de octubre de 2013.

### Principales
- Alejandra Fosalba como Fátima Massar[7]
- Iván Álvarez de Araya como Diego Alcántara
- María José Illanes como Victoria Mondragón[8]
- Felipe Contreras como Javier Rivas
- César Caillet como Néstor Bulnes[9]
- Teresita Reyes como Nina Abdhala[10]
- Mónica Carrasco como Rosa Moreno
- Tamara Ferreira como So-hee Myung
- Gabriel Cañas como Miguelo Abdhala
- Macarena Teke como Filomena Gutiérrez
- Félix Villar como Lientur Matamala
- Luis Kanashiro como Kim Myung
- Sara Becker como Sofía Alcántara
- Luka Villalabeitía como Tomás Alcántara

## Producción
El 26 de agosto de 2013, la producción partió su periplo de grabaciones en locaciones exteriores ubicadas cerca del barrio Patronato, en Santiago, donde transcurrirá parte de la historia. En el lugar, que sirve como ambientación de una pensión donde vivirá la protagonista (Alejandra Fosalba), se reunieron un equipo de trabajo que bordean las 80 personas para iniciar de la mano del director Nicolás Alemparte un trabajo que se extenderá por los próximos seis meses. El 21 de febrero de 2014, terminaron las grabaciones de El Regreso junto a los directores y actores de esta gran telenovela. En abril El regreso llega a su final. Con el gran estreno de la nueva teleserie de la tarde volver a amar, desde las 15.10-16.10.

## Promoción
El 13 de septiembre y en medio de la exhibición de Somos los Carmona, TVN hizo debutar por su pantalla el primer spot de la nueva apuesta dramática de las 15.00 horas: El Regreso. Narrado en primera persona la pieza publicitaria de El Regreso muestra en tres tiempos cómo la historia de Fátima cambió de la noche a la mañana: primero la culpan de un asesinato y la alejan de su familia y sus dos pequeños hijos. Luego se muestra sus días recluida con el dolor y añoranza con la que se atormentó noche y día; y posteriormente, se la ve en libertad y buscando reparar y cambiar su destino.

## Audiencia
| Año  | Emisión original      | Emisión original | Emisión original  | Emisión original | Espectadores | Total cuota% |
| Año  | Estreno               | Cuota%           | Término           | Cuota%           | Espectadores | Total cuota% |
| ---- | --------------------- | ---------------- | ----------------- | ---------------- | ------------ | ------------ |
| 2014 | 14 de octubre de 2013 | 14,2%            | 5 de mayo de 2014 |                  | —            | 12,0%        |